# یواسکیلا ۱۵۰۰
سیارک ۱۵۰۰ (به انگلیسی: 1500 Jyvaskyla، نامگذاری:1938UH) هزار و پانصدمین سیارک کشف شده‌است که در ۱۶ اکتبر ۱۹۳۸ کشف شد.
قدر مطلق سیارک برابر ۱۳٫۰۶ است.